# Cecidomyia brevitata
Cecidomyia brevitata är en tvåvingeart som först beskrevs av Gagne 1989.  Cecidomyia brevitata ingår i släktet Cecidomyia och familjen gallmyggor. Inga underarter finns listade i Catalogue of Life.